# Medhoo
Medhoo is een van de onbewoonde eilanden van het Laamu-atol behorende tot de Maldiven. Medhoo werd in 2004 zwaar getroffen door een Tsunami (de bekendste Tsunami onder de huidige wereldbevolking) en de schade was in 2007 nog steeds niet helemaal hersteld.